# Andrzej Gryczko
Andrzej Gryczko (ur. 12 maja 1968) – polski kajakarz, dwukrotny wicemistrz świata, mistrz Polski.
Był zawodnikiem klubów Znicz Gorzów Wielkopolski, Zawisza Bydgoszcz i KS Admira Gorzów Wielkopolski. Jego największymi sukcesami w karierze było dwukrotne wicemistrzostwo świata w konkurencji K-4 10000 m - w 1990 (razem z Andrzejem Gajewskim, Grzegorzem Kaletą i Mariuszem Rutkowskim) i 1993 (razem z Maciejem Freimutem, Grzegorzem Kaletą i Piotrem Markiewiczem). Finałowe miejsca na mistrzostwach świata zajął jeszcze w 1990, w konkurencji K-2 1000 m (8 m.), w 1991 w konkurencji K-2 1000 m (7 m.) i K-4 500 m (9 m.) i 1992 w konkurencji K-4 1000 m (9 m.).
Był mistrzem Polski w konkurencjach:
- K-4 200 m w 1994 (razem z Rafałem Trocińskim, Dariuszem Bukowskim i Arkadiuszem Grablewskim);
- K-4 500 m w 1991 (razem z Wojciechem Kurpiewskim, Andrzejem Kadłubowskim i Markiem Kotarskim), 1992 (razem z Wojciechem Kurpiewskim, Andrzejem Kinem i Dariuszem Bukowskim);
- K-2 1000 m w 1991 i 1992 (w obu przypadkach z Andrzejem Liminowiczem);
- K-4 10000 m w 1988 (z Mariuszem Lipką, Adamem Serwatką i Krzysztofem Szczepańskim) i 1989 (z Krzysztofem Szczepańskim, Krzysztofem Paradowskim i Pawłem Nawrockim)

W Plebiscycie „Gazety Lubuskiej” został wybrany najlepszym sportowcem województwa gorzowskiego w 1990.